# Bieniek-Cara

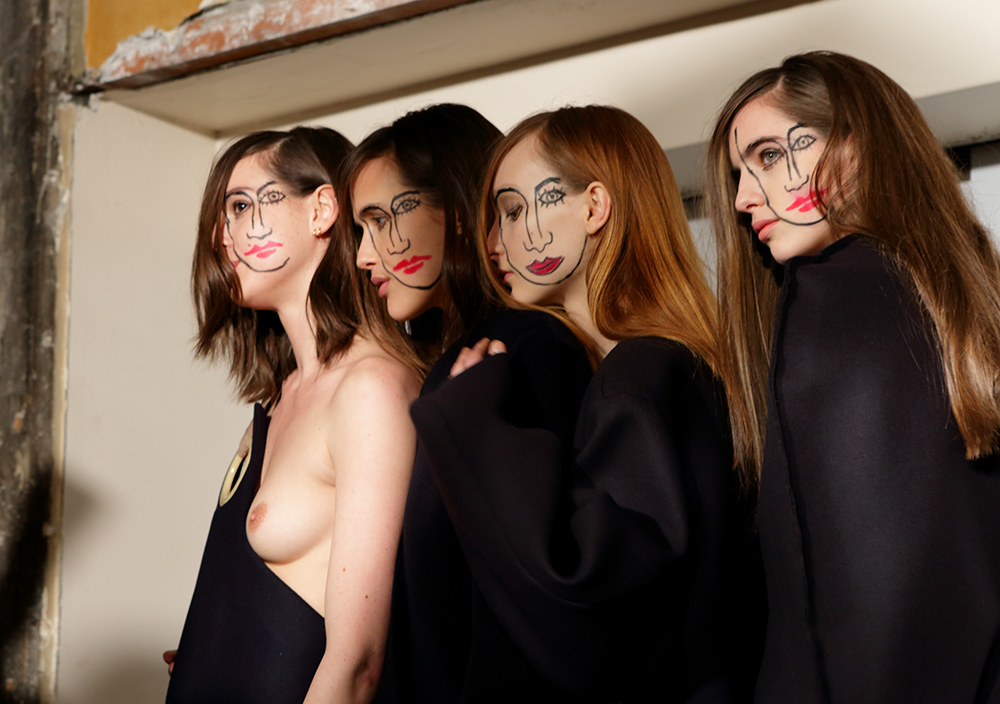
Modelos con una cara bieniek por Sebastian Bieniek en la cara, antes de la presentación de la Colección Jacquemus en la Semana de la Moda de París Primavera 2015

Bieniek-Cara o Bieniekface o Bieniek-Face o Bieniekcara es una obra del artista alemán Sebastian Bieniek. Esta obra se divide en pintura y fotografía.

## Formación

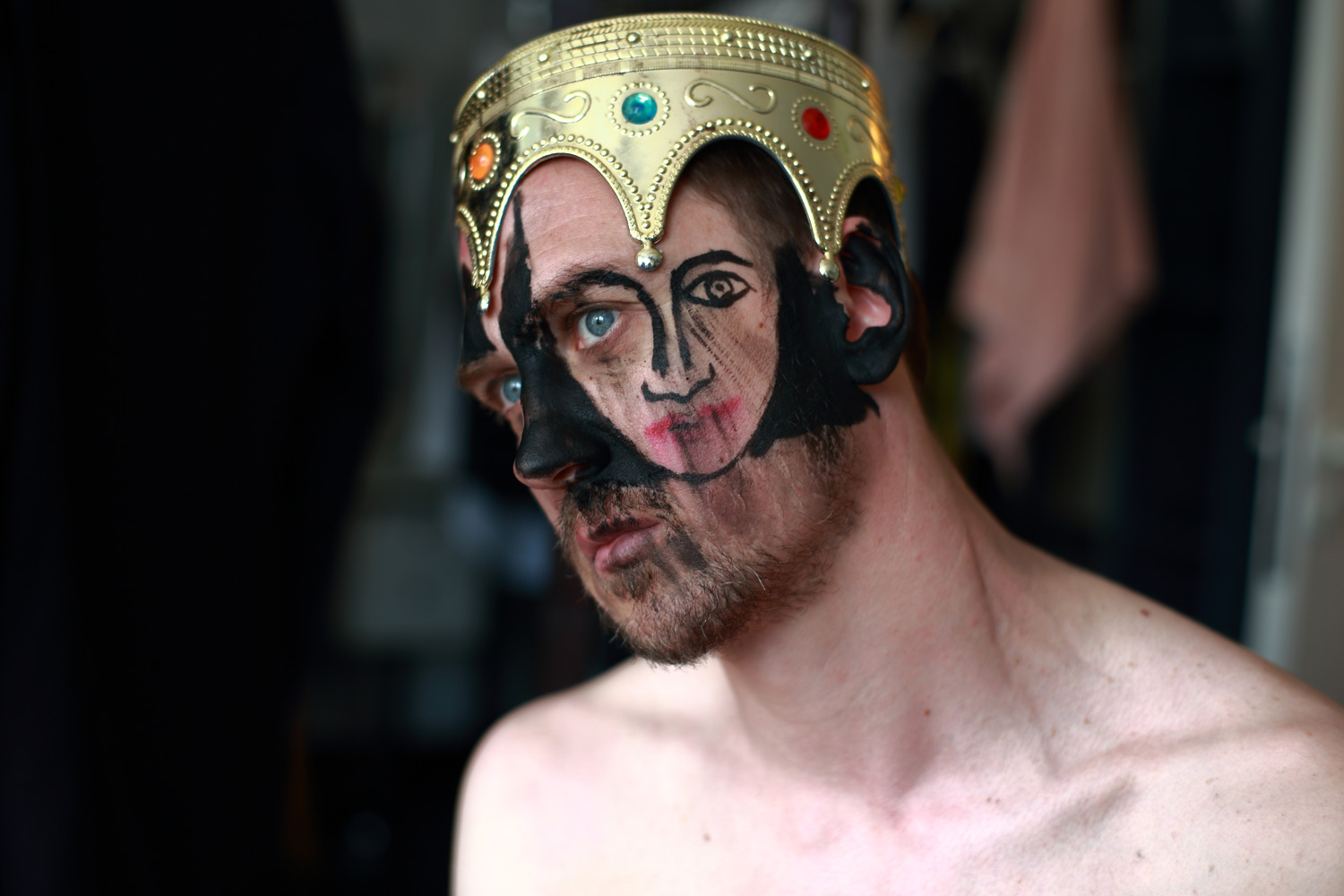
Una imagen "Bieniek-Face" de Sebastian Bieniek (2007)

Bieniek-Face Oeuvre comenzó con la serie Secondfaced y actualmente consta de 35 series de fotos y 15 series de pinturas. En 2013, la obra se dio a conocer en todo el mundo con la ayuda de Internet. La primera foto que se mostró en todo el mundo muestra al hijo del artista, que tenía entonces seis años.

## Fama en los medios

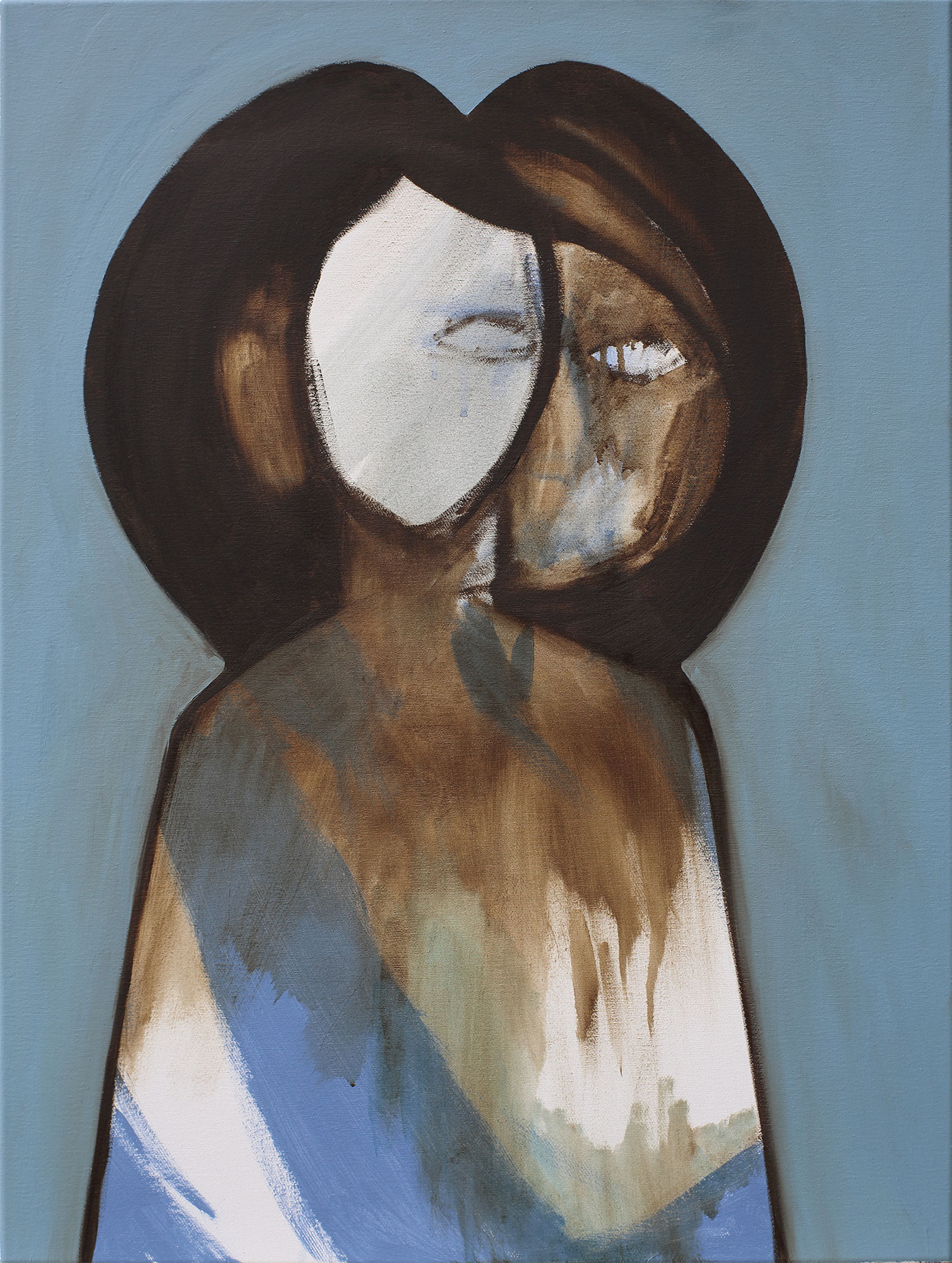
Pintura de Sebastian Bieniek. Titulado "Cara 80x60 No. 6", 2015. Óleo sobre lienzo. De la obra de Bieniek-Face. Pintura abstracta (pintura). Pintor residente en Berlín

Obras de arte de la Bieniek-Face Oeuvre se mostraron en los siguientes medios:
- 2015, Televisión china[4]
- 2015, Televisión japonesa[5]
- 2015, Süddeutsche Zeitung[6]
- 2016, arte tv[7]
- 2016, tv Berlin[8]
- 2016, DerStandard[9]
- 2016, RBB tv[10]
- 2016, Deutsche Welle tv[11]
- 2018, Süddeutsche Zeitung[12]
- 2018, Vogue España[13]
- 2019, Vogue Turquía[14]
- 2019, Cartel del 38º Festival Internacional de Cine de Estambul.[15]

## Exposiciones

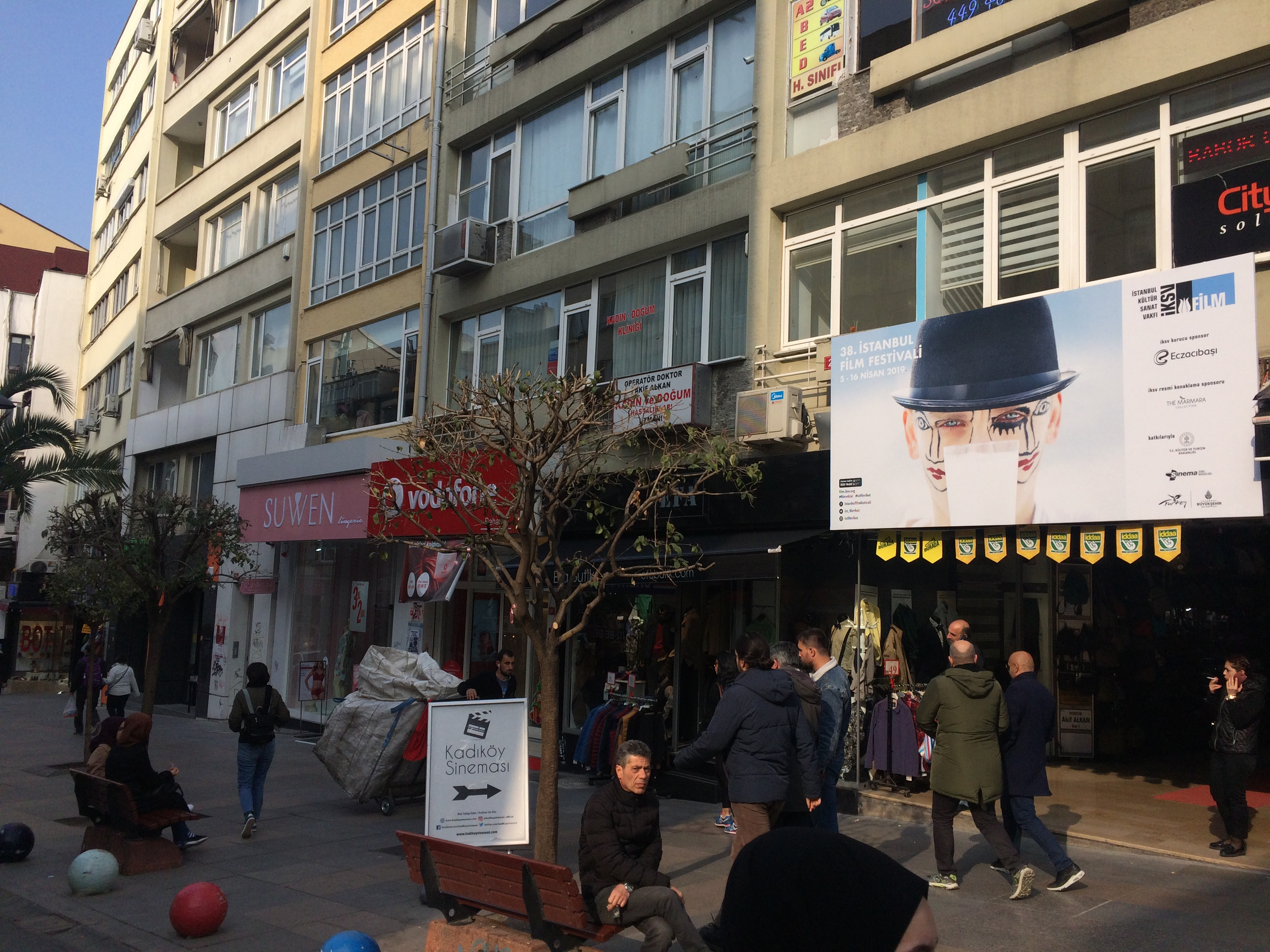
"Double Bieniek-Face No. 2" de Sebastian Bieniek, sobre la entrada a un cine en Estambul como un hito y cartel del 38 ° Festival Internacional de Cine de Estambul, en mayo de 2019.

- 2014, Nicola von Senger Galerie, Zúrich[16]
- 2015, Ho Gallery, Viena[17]
- 2016, Views Bahrain, Baréin[18]
- 2018, Luisa Catucci Gallery, Berlín[19]